# Athyrium brevisorum
Athyrium brevisorum är en majbräkenväxtart som först beskrevs av Nathaniel Wallich och William Jackson Hooker, och fick sitt nu gällande namn av Moore. Athyrium brevisorum ingår i släktet Athyrium och familjen Athyriaceae. Inga underarter finns listade.